# Песчанский, Василий Сергеевич
Василий Сергеевич Песчанский — советский хозяйственный, государственный и политический деятель, Герой Социалистического Труда.

## Биография
Родился в 1925 году в селе Краснополье. Член КПСС.
Участник Великой Отечественной войны. С 1948 года — на хозяйственной, общественной и политической работе. В 1948—1981 гг. — заведующий хозяйством совхоза «Брянский» Никопольского района, заведующий магазином, председатель потребительского общества, председателт сельского совета села Краснополье, слушатель совпартшколы в Кировограде, секретарь партийной организации и заместитель председателя колхоза имени Калинина, председатель колхоза «Прогресс» Солонянского района Днепропетровской области Украинской ССР.
Указом Президиума Верховного Совета СССР от 22 марта 1966 года присвоено звание Героя Социалистического Труда с вручением ордена Ленина и золотой медали «Серп и Молот».
Делегат XXIV съезда КПСС.
Умер в Днепропетровском районе в 1981 году.